# Morti nel 1672
| Questa pagina contiene informazioni ricavate automaticamente dalle voci biografiche con l'ausilio del template Bio e di un bot. L'aggiornamento è periodico e automatico e ricostruisce completamente la pagina. Se manca una persona in questa lista, sei pregato di non aggiungerla, ma accertati piuttosto che la sua voce biografica contenga il template Bio e che i dati anagrafici siano correttamente compilati. Se il template Bio manca, inseriscilo tu stesso o, in alternativa, metti l'avviso {{tmp\|Bio}} che ne segnala la mancanza. Se i dati riportati sono sbagliati, correggi direttamente la voce biografica; le modifiche saranno visibili in questa lista entro pochi giorni. Per chiarimenti vedi il progetto biografie. La lista contiene solo le 91 persone che sono citate nell'enciclopedia e per le quali è stato implementato correttamente il template Bio. Pagina aggiornata al 27 gen 2025. |

## Gennaio(8)
- 2 gennaio - Raffaele Soprani, storico, pittore e politico italiano (n. 1612)
- 6 gennaio - Giberto III Borromeo, cardinale italiano (n. 1615)
- 7 gennaio - Philipp Jakob Sachs, medico e naturalista tedesco (n. 1627)
- 10 gennaio - Bartolomeo Provaglia, architetto italiano (n. 1608)
- 19 gennaio - Giovanni Battista Rabbia, vescovo cattolico italiano (n. 1618)
- 21 gennaio - Adriaen van de Velde, pittore e incisore olandese (n. 1636)
- 25 gennaio - Gregorio Preti, pittore italiano (n. 1603)
- 28 gennaio - Pierre Séguier, politico e magistrato francese (n. 1588)

## Febbraio(6)
- 4 febbraio - Anna Maria Martinozzi, nobildonna italiana (n. 1637)
- 17 febbraio - Madeleine Béjart, attrice teatrale francese (n. 1618)
- 17 febbraio - Francesco Difnico, scrittore, storico e umanista italiano (n. 1607)
- 17 febbraio - Ioasaf II, monaco cristiano e arcivescovo ortodosso russo (n. 1591)
- 27 febbraio - Ferdinando II Filippo Gonzaga, nobile italiano (n. 1643)
- 28 febbraio - Cristiano di Legnica-Brieg, nobile polacco (n. 1618)

## Marzo(4)
- 4 marzo - Domenico Magri, presbitero e orientalista maltese (n. 1604)
- 13 marzo - Giovanni Francesco Bellezia, politico italiano (n. 1602)
- 25 marzo - Gaudenzio da Brescia, teologo italiano (n. 1612)
- 30 marzo - Guy Patin, medico e scrittore francese (n. 1601)

## Aprile(10)
- 2 aprile - Pietro Calungsod, missionario e santo filippino
- 2 aprile - Diego Luis de San Vitores, presbitero e gesuita spagnolo (n. 1627)
- 5 aprile - George Ayscue, ammiraglio inglese (n. 1616)
- 9 aprile - Mulay al-Rashid, sultano marocchino (n. 1631)
- 12 aprile - Giselda Zamoyska, principessa polacca (n. 1623)
- 13 aprile - Margherita di Lorena, principessa (n. 1615)
- 14 aprile - Federico Guglielmo III di Sassonia-Altenburg, duca tedesco (n. 1657)
- 17 aprile - Antoine Godeau, vescovo cattolico, scrittore e letterato francese (n. 1605)
- 20 aprile - Cosme Pérez, attore teatrale spagnolo (n. 1593)
- 30 aprile - Maria dell'Incarnazione Guyart, religiosa francese (n. 1599)

## Maggio(6)
- 3 maggio - Giovanni Battista Gisleni, architetto italiano (n. 1600)
- 4 maggio - Luigi Guglielmo I Moncada, nobile, politico e militare italiano (n. 1614)
- 5 maggio - Samuel Cooper, pittore inglese (n. 1609)
- 9 maggio - François de La Mothe Le Vayer, filosofo, scrittore e letterato francese (n. 1588)
- 12 maggio - Ginevra Cantofoli, pittrice italiana (n. 1618)
- 28 maggio - Edward Montagu, I conte di Sandwich, nobile, ammiraglio e militare inglese (n. 1625)

## Giugno(3)
- 17 giugno - Orazio Benevoli, compositore italiano (n. 1605)
- 28 giugno - Girolamo de' Cori, vescovo cattolico italiano (n. 1597)
- 29 giugno - Francesco Maria Mancini, cardinale italiano (n. 1606)

## Luglio(2)
- 13 luglio - Henry Cooke, compositore, attore teatrale e cantore britannico (n. 1616)
- 21 luglio - John Underhill, militare e politico inglese (n. 1597)

## Agosto(3)
- 20 agosto - Cornelis de Witt, politico olandese (n. 1623)
- 20 agosto - Johan de Witt, politico e matematico olandese (n. 1625)
- 23 agosto - Jean Varin, scultore e medaglista francese (n. 1604)

## Settembre(6)
- 9 settembre - Francesco Giuseppe Bressani, gesuita, missionario e geografo italiano (n. 1612)
- 12 settembre - Tanneguy Le Fèvre, filologo e traduttore francese (n. 1615)
- 14 settembre - Henri Charles de La Trémoille, nobile francese (n. 1620)
- 16 settembre - Anne Bradstreet, poetessa statunitense (n. 1612)
- 29 settembre - Luca Danesi, architetto italiano (n. 1598)
- 30 settembre - Rinaldo d'Este, cardinale e vescovo cattolico italiano (n. 1617)

## Ottobre(7)
- 8 ottobre - Johan Nieuhof, viaggiatore, esploratore e disegnatore olandese (n. 1618)
- 12 ottobre - Federico di Nassau-Zuylestein, militare olandese (n. 1624)
- 13 ottobre - Cosimo Galilei, presbitero italiano (n. 1636)
- 17 ottobre - Anna Maria di Baden-Durlach, nobile tedesco (n. 1617)
- 18 ottobre - Luca Assarino, giornalista e scrittore italiano (n. 1602)
- 24 ottobre - John Webb, architetto, scrittore e sinologo britannico (n. 1611)
- 28 ottobre - Ferdinando Tiburzio Gonzaga, vescovo cattolico italiano (n. 1611)

## Novembre(6)
- 6 novembre - Heinrich Schütz, compositore e organista tedesco (n. 1585)
- 12 novembre - Melchior Barthel, scultore tedesco (n. 1625)
- 15 novembre - Franciscus Sylvius, naturalista e medico olandese (n. 1614)
- 18 novembre - Giovanni Rasini, vescovo cattolico italiano (n. 1630)
- 19 novembre - Giovanni Battista Giattini, gesuita, filologo e linguista italiano (n. 1601)
- 19 novembre - John Wilkins, scrittore e religioso britannico (n. 1614)

## Dicembre(5)
- 1º dicembre - Esprit de Raymond de Mormoiron, militare e nobile francese (n. 1608)
- 6 dicembre - Pedro Antonio Fernández de Castro, nobile spagnolo (n. 1634)
- 16 dicembre - Giovanni II Casimiro di Polonia, cardinale polacco (n. 1609)
- 21 dicembre - Charles Stanley, VIII conte di Derby, politico e militare inglese (n. 1628)
- 30 dicembre - Hendrick Bloemaert, pittore e incisore olandese

## Senza giorno specificato(25)
- Jacques Champion de Chambonnières, compositore e clavicembalista francese
- Angiolo Maria Colomboni, religioso, matematico e miniatore italiano (n. 1608)
- Jacopo Confortini, pittore e religioso italiano (n. 1602)
- Semën Ivanovič Dežnëv, esploratore russo
- Isaac Fuller, pittore inglese (n. 1606)
- Francesco Garbarino, doge (n. 1607)
- Jean Juchereau De Maur, funzionario francese (n. 1592)
- Johannes Koerbagh, filosofo olandese (n. 1634)
- Vincent Léotaud, matematico e gesuita francese (n. 1595)
- John Mason, giurista britannico (n. 1600)
- Camillo Mazza, scultore italiano (n. 1602)
- Richard Nicolls, militare britannico (n. 1624)
- Jean Nocret, pittore francese (n. 1615)
- Antonio Pérez, giurista spagnolo (n. 1583)
- Jacques Rohault, filosofo, matematico e fisico francese (n. 1618)
- Jacopo Salviati, I duca di Giuliano, nobile, mecenate e poeta italiano (n. 1607)
- Franciscus van der Steen, pittore e incisore fiammingo
- Charles Stewart, III duca di Richmond, nobile, politico e diplomatico britannico (n. 1639)
- Peter Stuyvesant, politico e mercante olandese (n. 1612)
- Antonio Francesco Tenaglia, compositore, organista e clavicembalista italiano
- Giuseppe Tomasi, pittore italiano (n. 1610)
- Denis Vairasse, scrittore francese (n. 1630)
- Maurizio da Correggio, nobile italiano (n. 1623)
- Lucas van Uden, pittore e incisore fiammingo (n. 1595)
- Abraham van den Tempel, pittore olandese